# رئيس فنلندا
رئيس جمهورية فنلندا (بالفنلندية: Suomen tasavallan presidentti)‏ هو رأس الدولة في فنلندا. بموجب دستور فنلندا، السلطة التنفيذية مناطة برئيس الجمهورية والحكومة الفنلندية، ولا يمتلك الأول سوى الصلاحيات المتبقية. ينتخب الرئيس مباشرة عبر الاقتراع العام لولاية مدتها ست سنوات. منذ عام 1994، لا يمكن انتخاب الرئيس لأكثر من ولايتين متتاليتين. يجب أن يكون الرئيس مواطنًا فنلنديًا بالولادة. أُسس منصب الرئاسة في قانون دستور عام 1919. الرئيس الحالي هو ساولي نينيستو. انتُخب للمرة الأولى في عام 2012 وأعيد انتخابه في عام 2018.
امتلكت فنلندا، لمعظم عهد استقلالها، نظامًا نصف رئاسي امتلك من خلاله الرئيس سلطة وصلاحيات كبرى على كل من السياسة الداخلية والخارجية، غير أنه في أواخر القرن العشرين ومطلع القرن الحادي والعشرين، شهدت صلاحيات الرئيس تخفيضًا. خُفضت صلاحيات الرئيس في التعديلات الدستورية التي باتت سارية المفعول في أعوام 1991 و2000 و2012. ما يزال الرئيس يقود السياسة الخارجية للبلاد بالاشتراك مع الحكومة، وهو قائد أركان قوات الدفاع الفنلندية.

## اللقب
رسميًا، رأس دولة فنلندا الحالي هو رئيس جمهورية فنلندا، أو في أغلب الأحيان، رئيس الجمهورية. وهذا على عكس الرؤساء السابقين الذين يحتفظون بلقب «الرئيس».

## الانتخابات
يمكن تسمية المرشحين لمنصب الرئيس من قبل الأحزاب المسجلة التي حصلت على مقعد واحد على الأقل في الانتخابات البرلمانية السابقة. يمكن أيضًا ترشيح مرشح من قبل 20 ألف مواطن حاصل على حق التصويت. بين عامي 1919 و1988، انتخب الرئيس بشكل غير مباشر من قبل مجمع انتخابي يتألف من ناخبين اختارهم من أدلوا بأصواتهم في الانتخابات الرئاسية. في الانتخابات الرئاسية لعام 1988، أجريت انتخابات مباشرة وغير مباشرة بالتوازي: إذا لم يحصل أي مرشح على الأغلبية، يُنتخب الرئيس من قبل مجمع انتخابي شُكل في نفس الانتخابات. منذ عام 1994، بات الرئيس ينتخب عبر تصويت شعبي مباشر.
في حال رُشح مرشح واحد فقط، يصبح هذا المرشح رئيسًا بدون انتخابات. خلافًا لذلك، تجرى الجولة الأولى من الاقتراع في الأحد الرابع من شهر يناير في عام الانتخابات. تجرى الانتخابات في اقتراع على دورتين. في حال حصول أحد المرشحين على أكثر من نصف الأصوات المدلى بها، ينتخَب ذلك المرشح رئيسًا. في حال لم يفز أي مرشح بالأغلبية في المرحلة الأولى، يعيد المترشحان المتصدران ترشحهما في المرحلة الثانية بعد أسبوعين. ينتَخب المرشح الذي يحصل عندها على عدد أكبر من الأصوات. في حالة التعادل، تحسم الانتخابات بالقرعة. تؤكد الحكومة نتيجة الانتخابات وتجري سحب القرعة إذا اقتضت الضرورة. يتولى الرئيس منصبه في اليوم الأول من الشهر الذي يلي الانتخابات (إما 1 فبراير 1 مارس حسب إذا ما كانت هناك جولة أو جولتان).
كانت هناك عدة انتخابات رئاسية استثنائية. اختير الرئيس الأول، كارلو جوهو ستاهلبيرغ، من قبل البرلمان الفنلندي استنادًا إلى قانون الانتقال في الدستور وأيضًا استنادًا إلى القانون العرفي. في عامي 1940 و1943، اختار المجمع الانتخابي لعام 1937 الرئيس، إذ كان هناك شعور بعدم إمكانية ترتيب انتخابات شعبية بالنظر إلى القانون العرفي (1940) وحرب الاستمرار (1943). في عام 1944 نص تشريع خاص بشكل مباشر على انتخاب مارشال مانيرهايم رئيسًا لست سنوات بعد أن قدم لريستو ريتي استقالته بعد مضي نصف ولايته. في عام 1946، سمح تشريع خاص للبرلمان باختيار خلف لما تبقى من ولاية مانيرهايم (حتى عام 1950)، وقدم الأخير استقالته. اختار البرلمان بعد ذلك رئيس الوزراء جوهو كوستي باسيكيفي رئيسًا. في عام 1973، مدد تشريع خاص ولاية الرئيس أورهو كيكونين لمدة أربعة أعوام حتى عام 1978، حين أعيد انتخابه بانتظام.